# John Charles Wester
John Charles Wester (São Francisco, 5 de novembro de 1950) é prelado católico estadunidense, atualmente, arcebispo metropolita de Santa Fé.

## Biografia
Nasceu em São Francisco, Califórnia, na arqudiciose de mesmo nome. Estudou no Saint Joseph College Seminary, em Mountain View, e no Saint Patrick Seminary, em Menlo Park. Foi ordenado sacerdote pela Arquidiocese de São Francisco em 15 de maio de 1976.
Após sua ordenação, foi vigário da paróquia de San Rafael (1976-1979). De 1979 a 1986, foi professor, capelão e diretor da Marin Catholic High School em Kentfield. Em seguida, trabalhou por dois anos na supervisão escolar das escolas católicas superiores da arquidiocese. O arcebispo Dom John Raphael Quinn nomeou-o seu secretário pessoal e cerimoniário em 1988. De 1993 a 1997, foi pároco da Paróquia Santo Estêvão em San Francisco e, em seguida, vigário para o clero.
Completou seus estudos, em 1984, com um mestrado em teologia espiritual na Universidade de São Francisco e, em 1993, com um mestrado adicional em cuidado pastoral no Holy Names College em Oakland.
O Papa João Paulo II nomeou-o, em 30 de junho de 1998, bispo auxiliar na Arquidiocese de San Francisco e bispo titular de Lamiggiga. O arcebispo de San Francisco, Dom William Joseph Levada, conferiu-lhe a ordenação episcopal em 18 de setembro do mesmo ano; Os co-consagrantes foram o arcebispo emérito de San Francisco, Dom John Raphael Quinn, e o coadjutor da Diocese de San José na Califórnia, Dom Patrick Joseph McGrath. Como bispo auxiliar, foi vigário-geral e, durante a vacância de agosto de 2005 a fevereiro de 2006, administrador apostólico da Arquidiocese de São Francisco.
Em 8 de janeiro de 2007, o Papa Bento XVI nomeou-o bispo de Salt Lake City. Em 14 de março seguinte, ocorreu a entronização.
O Papa Francisco elevou-o a arcebispo metropolita de Santa Fé em 27 de abril de 2015. A posse ocorreu no dia 4 de junho do mesmo ano.
Na Conferência Episcopal dos Estados Unidos, presidiu o comitê de comunicações e é membro dos comitês administrativo e de migração.
John Charles Wester é Grande Oficial da Ordem do Santo Sepulcro de Jerusalém.